# کسپر و کریسمس متروکه
کَسپر و کریسمس متروکه (به انگلیسی: Casper's Haunted Christmas) پویانمایی سه بعدی محصول ۲۰۰۰ آمریکاست که بر اساس کاراکترهای «کَرسپر، روح مهربان» ساخته شده‌است.